# Goran Fistanić
Goran Fistanić (Osijek,1986.), hrvatski TV-voditelj.
Rođen je u Osijeku. U mladosti je mnogo putovao s roditeljima. Upisao je novinarstvo na Fakultetu političkih znanosti u Zagrebu i preselio se u Zagreb. Danas radi na RTL Televeiziji kao voditelj zabavno-obrazovne emisije Galileo. Kao voditelj na televiziji radi od 2007. godine.  Goran je bio i zaštitno lice HTV-ovog školskog programa. Natjecao se na Supernova Multi Talent Showu.

## Voditeljske uloge
- RTL "Galileo" (2012.-danas)

```
 
HRT
 "Nulti sat" (2007. – 2008.)
 
HRT
 "Veliki odmor" (2008. – 2009.)
```